# Benquerencia de la Serena
Benquerencia de la Serena je španělská obec situovaná v provincii Badajoz (autonomní společenství Extremadura).

## Poloha
Obec se nachází poblíž pohoří Benquerencia, Los Tiros a Almorchón v okrese La Serena a soudním okrese Castuera. Je vzdálená 161 km od města Badajoz a 14 km od Castuery. V obci se nachází barokní kostel Nanebevzetí Panny Marie. Obcí prochází silnice EX-104.

## Historie
V roce 1834 se obec stává součástí soudního okresu Castuera. V roce 1842 čítala obec 350 usedlostí a 1540 obyvatel.

## Odkazy

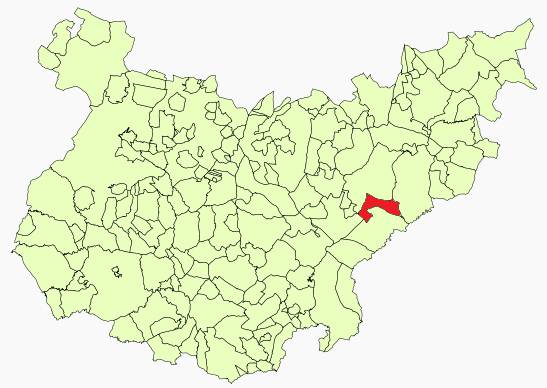
Poloha obce v provincii Badajoz

## Demografie
| Populace obce Benquerencia de la Serena z let (1842–2010) | Populace obce Benquerencia de la Serena z let (1842–2010) | Populace obce Benquerencia de la Serena z let (1842–2010) | Populace obce Benquerencia de la Serena z let (1842–2010) | Populace obce Benquerencia de la Serena z let (1842–2010) | Populace obce Benquerencia de la Serena z let (1842–2010) | Populace obce Benquerencia de la Serena z let (1842–2010) | Populace obce Benquerencia de la Serena z let (1842–2010) | Populace obce Benquerencia de la Serena z let (1842–2010) | Populace obce Benquerencia de la Serena z let (1842–2010) | Populace obce Benquerencia de la Serena z let (1842–2010) | Populace obce Benquerencia de la Serena z let (1842–2010) | Populace obce Benquerencia de la Serena z let (1842–2010) | Populace obce Benquerencia de la Serena z let (1842–2010) | Populace obce Benquerencia de la Serena z let (1842–2010) | Populace obce Benquerencia de la Serena z let (1842–2010) | Populace obce Benquerencia de la Serena z let (1842–2010) | Populace obce Benquerencia de la Serena z let (1842–2010) |
| --------------------------------------------------------- | --------------------------------------------------------- | --------------------------------------------------------- | --------------------------------------------------------- | --------------------------------------------------------- | --------------------------------------------------------- | --------------------------------------------------------- | --------------------------------------------------------- | --------------------------------------------------------- | --------------------------------------------------------- | --------------------------------------------------------- | --------------------------------------------------------- | --------------------------------------------------------- | --------------------------------------------------------- | --------------------------------------------------------- | --------------------------------------------------------- | --------------------------------------------------------- | --------------------------------------------------------- |
| 1842                                                      | 1857                                                      | 1860                                                      | 1877                                                      | 1887                                                      | 1897                                                      | 1900                                                      | 1910                                                      | 1920                                                      | 1930                                                      | 1940                                                      | 1950                                                      | 1960                                                      | 1970                                                      | 1981                                                      | 1991                                                      | 2001                                                      | 2010                                                      |
| 1 540                                                     | 1 844                                                     | 1 617                                                     | 1 922                                                     | 2 316                                                     | 2 329                                                     | 2 466                                                     | 2 865                                                     | 3 230                                                     | 3 563                                                     | 3 651                                                     | 4 361                                                     | 3 767                                                     | 2 050                                                     | 1 387                                                     | 1 157                                                     | 985                                                       | 938                                                       |